# Nichroom
Nichroom is de handelsnaam van een zilvergrijze corrosiebestendige chroomnikkel-legering die bestaat uit ongeveer 80% nikkel en 20% chroom. Nichroom is niet-magnetisch en heeft een smeltpunt van ongeveer 1400 °C.

## Eigenschappen
De eigenschappen van nichroom zijn:
- soortelijke weerstand bij 20 °C: 1,0—1,5 Ω·mm2/m
- maximale gebruikstemperatuur: 1150 °C
- niet magnetisch

## Gebruik
Omdat nichroom geschikt is voor hoge bedrijfstemperaturen wordt het onder andere gebruikt als verwarmingselement in elektrische kookplaten, glaskeramische inbouwkookplaten, dompelaars, en ook in ontstekingsmechanismen voor vuurwerk.